# Bolometr
Bolometr je citlivý přístroj určený pro měření slabého záření. Založený je na zahřívání odporu s vysokým teplotním koeficientem. Zhotovuje se jako vhodně tvarovaný tenký pásek z čistého kovu (platina) s vývody na galvanometr. Od vedlejších rušivých vlivů (ztráty konvekcí) se bolometr izoluje vakuovým pouzdrem. Pohlcováním dopadajícího záření se mění odpor bolometru, na základě čehož se vypočítá množství pohlcené energie. Bolometr je vhodný pro velmi přesné měření teploty. Ve spojení s dalekohledem se jím měří záření hvězd a tepelné záření Měsíce a planet. Moderní konstrukce mají namísto kovového pásku termistor. Pro proměřování rozložení intenzity ve spektru (zejména Slunce) se používá spektrobolometr.
První bolometr sestrojil americký astronom Samuel Pierpont Langley v roce 1880. Byl tvořen dvěma platinovými proužky pokrytými sazemi z petrolejové lampy. Jeden platinový proužek byl vystaven záření, zatímco druhý nebyl, přičemž oba byly zapojeny do Wheatstoneova můstku.